# Yoshihito de Katsura
Yoshihito, Príncipe Katsura (桂宮宜仁親王   Katsura-no-miya Yoshihito Shinnō?,  11 de febrero de 1948 – 8 de junio de 2014) era un miembro de la Familia Imperial Japonesa  y el segundo hijo de Takahito, príncipe Mikasa, y Yuriko, princesa Mikasa. Era primo hermano del emperador Akihito. Originalmente conocido como el príncipe Yoshihito de Mikasa, recibió el título de príncipe Katsura (Katsura-no-miya) y la autorización para iniciar una nueva rama de la familia imperial el 1 de enero de 1988.

## Primeros años y educación
El príncipe se graduó en el Departamento de Estudios Políticos de la Facultad de Derecho de la Universidad de Gakushuin en 1971. Entre 1971 y 1973 estudió en la Escuela de Graduados de la Universidad Nacional de Australia en Canberra, Australia. Después de su regreso a Japón, trabajó como administrador en la Japón Broadcasting Corporation entre 1974 y 1985.

## Servicio público
En 1982, el príncipe regresó a Australia como parte de la delegación japonesa en homenaje al décimo aniversario de la Sociedad de Australia y Japón. También visitó Nueva Zelanda para fortalecer los lazos de amistad y las relaciones diplomáticas. A pesar de sus discapacidades a raíz de una serie de ataques en 1988, tomó un papel activo en el servicio público y apareció regularmente en entregas de premios, eventos diplomáticos y como presidente de varias organizaciones de caridad.
En julio de 1997, el Príncipe Katsura volvió a visitar Australia para ayudar a promover una exhibición del deporte tradicional sumo, con combates de exhibición celebrados en Sídney y Melbourne.

## Problemas de salud y muerte
El príncipe Katsura sufrió una serie de derrames cerebrales en mayo de 1988 y quedó paralizado de cintura para abajo, lo que le obligó a usar una silla de ruedas. A pesar de ello, se mantuvo activo en la vida pública. A principios de 2014, le diagnosticaron una enfermedad no especificada que afectó y deterioró su corazón. En las primeras horas del 8 de junio de 2014, sufrió un ataque al corazón, y a pesar de los mejores esfuerzos fue declarado muerto a las 10:50 AM hora local. Tenía 66 años de edad.
El príncipe Katsura nunca se casó y no deja hijos legítimos. Como sus hermanos sólo tenían hijas propias, su muerte marca el final de la rama de su padre de la familia imperial.

## Títulos y estilos
| ● 11 de febrero de 1948-1 de enero de 1988: | Su alteza imperial el príncipe Yoshihito de Mikasa |
| ● 1 de enero de 1988-8 de junio de 2014:    | Su alteza imperial el príncipe Katsura             |

## Honores

### Honores nacionales
- Caballero Gran Cordón de la Suprema Orden del Crisantemo (27/02/1968).

### Honores exteriores
- Caballero Gran Cruz de la Orden al Mérito de la República Italiana (09/03/1982).[2]

### Patronazgos
- Presidente de la Sociedad Japonesa de Australia-Nueva Zelanda.
- Presidente de la Sociedad de Agricultura de Japón.
- Presidente de la Asociación Forestal de Japón.
- Presidente de la Asociación Japonesa de Artesanías.
- Presidente de la Asociación de Arte Urushi Craft.

## Ancestros
|  |                                               |  |  |  |  |  |  |  |  |  |  |  |  |  |  |  |
|  | 16. Emperador Kōmei                           |  |  |  |  |  |  |  |  |  |  |  |  |  |  |  |
|  |                                               |  |  |  |  |  |  |  |  |  |  |  |  |  |  |  |
|  |                                               |  |  |  |  |  |  |  |  |  |  |  |  |  |  |  |
|  | 8. Emperador Meiji                            |  |  |  |  |  |  |  |  |  |  |  |  |  |  |  |
|  |                                               |  |  |  |  |  |  |  |  |  |  |  |  |  |  |  |
|  |                                               |  |  |  |  |  |  |  |  |  |  |  |  |  |  |  |
|  | 17. Nakayama Yoshiko                          |  |  |  |  |  |  |  |  |  |  |  |  |  |  |  |
|  |                                               |  |  |  |  |  |  |  |  |  |  |  |  |  |  |  |
|  |                                               |  |  |  |  |  |  |  |  |  |  |  |  |  |  |  |
|  | 4. Emperador Taishō                           |  |  |  |  |  |  |  |  |  |  |  |  |  |  |  |
|  |                                               |  |  |  |  |  |  |  |  |  |  |  |  |  |  |  |
|  |                                               |  |  |  |  |  |  |  |  |  |  |  |  |  |  |  |
|  | 18. Conde Takamitsu Yanagiwara                |  |  |  |  |  |  |  |  |  |  |  |  |  |  |  |
|  |                                               |  |  |  |  |  |  |  |  |  |  |  |  |  |  |  |
|  |                                               |  |  |  |  |  |  |  |  |  |  |  |  |  |  |  |
|  | 9. Lady Naruko Yanagiwara                     |  |  |  |  |  |  |  |  |  |  |  |  |  |  |  |
|  |                                               |  |  |  |  |  |  |  |  |  |  |  |  |  |  |  |
|  |                                               |  |  |  |  |  |  |  |  |  |  |  |  |  |  |  |
|  | 19. Lady Utano Hasegawa                       |  |  |  |  |  |  |  |  |  |  |  |  |  |  |  |
|  |                                               |  |  |  |  |  |  |  |  |  |  |  |  |  |  |  |
|  |                                               |  |  |  |  |  |  |  |  |  |  |  |  |  |  |  |
|  | 2. Príncipe Mikasa                            |  |  |  |  |  |  |  |  |  |  |  |  |  |  |  |
|  |                                               |  |  |  |  |  |  |  |  |  |  |  |  |  |  |  |
|  |                                               |  |  |  |  |  |  |  |  |  |  |  |  |  |  |  |
|  | 20. Kujō Hisatada, Regente de Japón           |  |  |  |  |  |  |  |  |  |  |  |  |  |  |  |
|  |                                               |  |  |  |  |  |  |  |  |  |  |  |  |  |  |  |
|  |                                               |  |  |  |  |  |  |  |  |  |  |  |  |  |  |  |
|  | 10. Príncipe Kujō Michitaka del Clan Fujiwara |  |  |  |  |  |  |  |  |  |  |  |  |  |  |  |
|  |                                               |  |  |  |  |  |  |  |  |  |  |  |  |  |  |  |
|  |                                               |  |  |  |  |  |  |  |  |  |  |  |  |  |  |  |
|  | 21. Lady Tsuneko Karahashi                    |  |  |  |  |  |  |  |  |  |  |  |  |  |  |  |
|  |                                               |  |  |  |  |  |  |  |  |  |  |  |  |  |  |  |
|  |                                               |  |  |  |  |  |  |  |  |  |  |  |  |  |  |  |
|  | 5. Princesa Sadako Kujō del Clan Fujiwara     |  |  |  |  |  |  |  |  |  |  |  |  |  |  |  |
|  |                                               |  |  |  |  |  |  |  |  |  |  |  |  |  |  |  |
|  |                                               |  |  |  |  |  |  |  |  |  |  |  |  |  |  |  |
|  | 22. Yorioki Noma                              |  |  |  |  |  |  |  |  |  |  |  |  |  |  |  |
|  |                                               |  |  |  |  |  |  |  |  |  |  |  |  |  |  |  |
|  |                                               |  |  |  |  |  |  |  |  |  |  |  |  |  |  |  |
|  | 11. Lady Ikuko Noma                           |  |  |  |  |  |  |  |  |  |  |  |  |  |  |  |
|  |                                               |  |  |  |  |  |  |  |  |  |  |  |  |  |  |  |
|  |                                               |  |  |  |  |  |  |  |  |  |  |  |  |  |  |  |
|  | 1. Príncipe Yosihito de Mikasa                |  |  |  |  |  |  |  |  |  |  |  |  |  |  |  |
|  |                                               |  |  |  |  |  |  |  |  |  |  |  |  |  |  |  |
|  |                                               |  |  |  |  |  |  |  |  |  |  |  |  |  |  |  |
|  | 12. Vizconde Masayoshi Takagi                 |  |  |  |  |  |  |  |  |  |  |  |  |  |  |  |
|  |                                               |  |  |  |  |  |  |  |  |  |  |  |  |  |  |  |
|  |                                               |  |  |  |  |  |  |  |  |  |  |  |  |  |  |  |
|  | 6. Vizconde Masanori Takagi                   |  |  |  |  |  |  |  |  |  |  |  |  |  |  |  |
|  |                                               |  |  |  |  |  |  |  |  |  |  |  |  |  |  |  |
|  |                                               |  |  |  |  |  |  |  |  |  |  |  |  |  |  |  |
|  | 13. Saneko Matsudaira                         |  |  |  |  |  |  |  |  |  |  |  |  |  |  |  |
|  |                                               |  |  |  |  |  |  |  |  |  |  |  |  |  |  |  |
|  |                                               |  |  |  |  |  |  |  |  |  |  |  |  |  |  |  |
|  | 3. Princesa Mikasa                            |  |  |  |  |  |  |  |  |  |  |  |  |  |  |  |
|  |                                               |  |  |  |  |  |  |  |  |  |  |  |  |  |  |  |
|  |                                               |  |  |  |  |  |  |  |  |  |  |  |  |  |  |  |
|  | 14. Vizconde Tamemori Irie                    |  |  |  |  |  |  |  |  |  |  |  |  |  |  |  |
|  |                                               |  |  |  |  |  |  |  |  |  |  |  |  |  |  |  |
|  |                                               |  |  |  |  |  |  |  |  |  |  |  |  |  |  |  |
|  | 7. La Honorable Kuniko Irie                   |  |  |  |  |  |  |  |  |  |  |  |  |  |  |  |
|  |                                               |  |  |  |  |  |  |  |  |  |  |  |  |  |  |  |
|  |                                               |  |  |  |  |  |  |  |  |  |  |  |  |  |  |  |
|  | 15. Lady Nobuko Yanagihara                    |  |  |  |  |  |  |  |  |  |  |  |  |  |  |  |
|  |                                               |  |  |  |  |  |  |  |  |  |  |  |  |  |  |  |
|  |                                               |  |  |  |  |  |  |  |  |  |  |  |  |  |  |  |